# Baltijos Šventosios upė
Baltijos Šventosios upė este o arie protejată (sit de importanță comunitară — SCI) din Lituania întinsă pe o suprafață de 27 ha, integral pe uscat.

## Localizare
Centrul sitului Baltijos Šventosios upė este situat la coordonatele 56°04′32″N 21°08′38″E / 56.0756°N 21.1439°E.

## Înființare
Situl Baltijos Šventosios upė a fost declarat sit de importanță comunitară în iunie 2008 pentru a proteja 2 specii de animale.

## Biodiversitate
Situată în ecoregiunea boreală, aria protejată nu include niciun habitat protejat.
La baza desemnării sitului se află mai multe specii protejate:
- nevertebrate (1): Unio crassus
- pești (1): Lampetra fluviatilis